# All You Need is Love (álbum)
All you need is love es el tercer álbum de estudio de la banda alemana de metal Die Apokalyptischen Reiter. 

## Descripción
- All you need is love tiene en la portada a cuatro ciber demoniacos jinetes.
- Este disco fue el primero en su formación sin Skelleton.
- Mantiene la línea de Death metalera de Die Apokalyptischen Reiter, logrando algo más duro que los anteriores trabajos.

## Lista de canciones
| N.º | Título                         | duración | traducción                         |
| --- | ------------------------------ | -------- | ---------------------------------- |
| 1   | Licked by the Tongues of Pride | 3:35     | Lamido por las lenguas del orgullo |
| 2   | Unter der Asche                | 3:43     | Bajo la Ceniza                     |
| 3   | Erhelle Meine Seele            | 4:00     | Ilumina Mi Alma                    |
| 4   | Gone                           | 4:55     | Fuera                              |
| 5   | Regret                         | 3:39     | Pesar                              |
| 6   | Reitermania                    | 2:57     | Reitermania                        |
| 7   | Hate                           | 2:26     | Odio                               |
| 8   | Peace of Mind                  | 2:55     | Paz Mental                         |
| 9   | Geopfert                       | 3:29     | Sacrificado                        |
| 10  | Rausch                         | 3:42     | Intoxicación                       |
| 11  | Die Schönheit der Sklaverei    | 5:19     | La belleza de la esclavitud        |
| 12  | ...Vom Ende der Welt           | 10:19    | ...Desde el fin del mundo          |

- Datos: Q1545895